# Capnie
La capnie ou PaCO2 est la pression partielle en dioxyde de carbone (c'est-à-dire gaz carbonique) dans le sang artériel. 
La capnie correspond à la quantité résiduelle de dioxyde de carbone dans le sang artériel après élimination de l'excès de dioxyde de carbone au niveau pulmonaire. L'unité de PaCO2 est en mmHg en France. 
Les valeurs normales pour l'humain sont comprises entre 35 et 45 mmHg. Des valeurs inférieures à cela peuvent indiquer une hyperventilation. Une PaCO2 inférieur à 35 mmHg et un pH sanguin est supérieur à 7,45 indique une alcalose respiratoire. Des valeurs supérieures à 45 mmHg peuvent indiquer une hypoventilation et un pH sanguin est inférieur à 7,35 indique une acidose respiratoire (gazométrie artérielle).

## Sources
- pCO2(a) ou Pression partielle en dioxyde de carbone, Texte intégral